# Corbu (okręg Haghita)
Corbu – wieś w Rumunii, w okręgu Harghita, w gminie Corbu. W 2011 roku liczyła 875 mieszkańców.